# Simizu Risza
Simizu Risza (清水 梨紗; Hepburn: Shimizu Risa) (Hjógo prefektúra, 1996. június 15. –) japán válogatott labdarúgó.

## Klub
2013 óta a Nippon TV Beleza csapatának játékosa, ahol 114 bajnoki mérkőzésen lépett pályára és 2 gólt szerzett.

## Nemzeti válogatott
A japán U17-es válogatott tagjaként részt vett a 2012-es U17-es világbajnokságon.
2018-ban debütált a japán válogatottban. A japán válogatott tagjaként részt vett a 2018-as Ázsia-kupán. A japán válogatottban 19 mérkőzést játszott.

## Statisztika
| Japán válogatott | Japán válogatott | Japán válogatott |
| Időszak          | Mérk.            | gól              |
| ---------------- | ---------------- | ---------------- |
| 2018             | 19               | 0                |
| Összesen         | 19               | 0                |

## Sikerei, díjai
Japán válogatott
- Ázsia-kupa:  Arany; 2018

Klub
- Japán bajnokság: 2015, 2016, 2017, 2018

Egyéni
- Az év Japán csapatában: 2017, 2018